# Krosover u popularnoj muzici
Кrosover (eng. Crossover) u muzici označava muzička ostvarenja ili muzičke umetnike koji prelaze iz jednog žanra u drugi žanr često blizak mejnstrim (mainstream) publici. Termin se prvobitno dovodio u vezu sa muzikom afroameričkih izvođača koji su postizali značajniji uspeh na tabelama mejnstrim muzike. 
Kao termin krosover se primenjuje i na muziku koja kombinuje različite žanrove ili se ne može svrstati u jednu žanrovsku kategoriju.

## Uspeh
Tokom 1980-ih godina internacionalni uspeh izvođača poput Majkla Džeksona i Prinsa uticao je na pojavu nove Billboard tabele Hot Crossover 30. Muzika Majkla Džeksona smatra se paradigmatičnim primerom krosovera na svetskoj muzičkoj sceni.
Na krosover se često referira kao na muziku koja ima potencijal da dopre do različite publike. Kritika koja se upućuje ovoj muzici odnosi se na izostanak autentičnosti koju bi prepoznala određena vrsta publike i na homogenizujući efekat koji je proizvodila na radio stanicama.

## Klasični krosover
Klasični krosover predstavlja primenu klasičnih elemenata poput operskog pevanja i orkestracije u domenu popularne muzike. Delatnost muzičke grupe Il Divo usmerena je na ovu vrstu krosovera.
Italijanski tenor Andrea Bočeli smatra se vodećim predstavnikom klasičnog krosovera. Takođe, Sara Brajtmen (Sarah Brightman), britanski sopran, posvećena je stvaranju muzike u oblasti klasičnog krosovera.
Zastupljena je i obrnuta vrsta transfera u kom klasična muzika ostvaruje uspeh i popularnost u nekom drugom kontekstu. Pavarotijevo izvođenje arije „Nessun Dorma“ iz Pučinejeve opere Turandot na Svetskom prvenstvu u fudbalu 1990. godine proslavilo je ovu ariju u sferi fudbala.

## Krosover u Srbiji
Neki od primera krosovera na prostorima Srbije su numere „Znaš li ko te ljubi silno“ (album Made In Serbia, 2005) i „Hriste Bože“ (album Za naciju i reprezentaciju, 2005) grupe 357 koje pesme religijske i nacionalističke tematike prenose u kontekst hip-hop, rep i hard rok muzike. 
Muzika Marka Stojanovića Luisa primer je krosovera u kome je tradicionalna pesma izmeštena u novo žanrovsko okruženje (npr. „Cveće cafnalo“, album Beskraj, 2017).
Pored mnogobrojnih obrada i izvođenja, kompoziciju „Marš na Drinu“ Stanislava Biničkog obradili su bendovi Džokersi (The Jokers, 1963), Šedouzi (The Shadows, 1966) i Spotniks (The Spotnics, 1964), kao i pevačica Peti Pejdž (Patti Page, 1964). Tradicionalni srpski marš pronašao je mesto i na albumu Nato (1994) slovenačkog industrijal benda Lajbah (Laibach).

## Literatura
1. Brackett, David, Categorizing Sound: Genre and Twentieth-Century Popular Music, Oakland, University of California Press, 2016.
2. Дујовић, Маријана, „Рецепција композиције Марш на Дрину Станислава Биничког“, Мокрањац, бр. 16, децембар 2014, 94–100.
3. „What Is Classical Crossover?“, Classical Music Magazine, https://crossovermusicmagazine.com/whatisclassicalcrossover/
4. Shuker, Roy, Popular Music: The Key Concepts, London and New York, Routledge, 2005.
5. White, Jim, „Nessun Dorma put football back on map”, The Telegraph, 2007